# 依田瑞稀
依田 瑞稀（よだ みずき）は、日本の漫画家。2022年から「少年ジャンプ+」（集英社）にて、静脈の原作による『マリッジトキシン』を連載している。

## 来歴
東京デザイナー学院マンガ科出身。19歳の時に『地獄の沙汰も龍次第』で第91回JUMPトレジャー新人漫画賞（2015年1月）の佳作・グランドトレジャー賞を受賞。審査員は小畑健。受賞作を『ジャンプNEXT』（集英社）2015 vol.3に掲載しデビュー。
2018年、『週刊少年ジャンプ』（同）2019年2号より『ne0;lation』の連載を開始。平尾友秀が原作を務め、依田は作画を担当。2022年、「少年ジャンプ+」（同）にて静脈の原作による「婚活バトルアクション」を描いた『マリッジトキシン』の連載を開始。

## 作品リスト

### 漫画作品

#### 連載
- ne0;lation（原作：平尾友秀、『週刊少年ジャンプ』2019年2号[5] - 22・23合併号） - 作画担当[5]。
- マリッジトキシン（原作：静脈、『少年ジャンプ+』2022年4月20日[1] - ） - 作画担当[1]。

#### 読み切り
- 地獄の沙汰も龍次第（『ジャンプNEXT』2015 vol.3）
- Legacy（原作：平尾友秀、『週刊少年ジャンプ』2016年40号[7]） - 作画担当、第11回ジャンプ金未来杯第1弾作品[7]。
- ne0-ネオ-（原作：平尾友秀、『ジャンプGIGA』2018 SUMMER vol.1 - vol.3） - 作画担当。
- ハイパーハードスペシャルミッション（原作：静脈、『少年ジャンプ+』2021年2月13日[8]） - 作画担当[8]。
- ビビッドステラ（原作：大塚アキラ、『少年ジャンプ+』2021年5月13日[9]） - 作画担当[9]。

### 書籍
- 『ne0;lation』、原作：平尾友秀、集英社〈ジャンプ コミックス〉2019年、全3巻
- 『マリッジトキシン』、原作：静脈、集英社〈ジャンプ コミックス〉2022年 - 、既刊14巻（2025年8月4日現在）

### その他
- 緑黄色社会「Mela!」を表現したイラスト（YouTube「EGAKU -draw the song-」チャンネルにて公開[10]、2023年）

## 関連人物
芥見下々
師匠。依田は芥見のアシスタントを務めた経験がある。